# 小山貢 (二代目)
小山貢（おやま みつぐ、1957年 - ）は、青森県南津軽郡出身の津軽三味線奏者。津軽三味線小山流二代目家元。民謡・歌謡番組へのテレビ出演も行うかたわら、家元として後進の指導にも当たっている。

## 人物・来歴
- 1957年　津軽三味線奏者　初代小山貢（現・小山貢翁）の元に生まれる。
- 1987年　NHK邦楽技能者育成会第31期卒業。
- 1987年　津軽三味線小山流家元を襲名。

## 活動
- 2002年　カタール、ウガンダ、マダガスカル等を国際交流基金派遣事業にて歴訪。
- 2005年　小山流40周年周年記念公演で400人の大合奏を行う。

## 参加アルバム
- JAWAMEGU (1993/7/21) テイチクエンタテインメント ASIN:B00005GD85
- 津軽塗 (1997/10/22) テイチクエンタテインメント ASIN:B00005GD7S
- 響~津軽三味線100人大合奏~ (2002/5/22) テイチクエンタテインメント ASIN:B000065BK9
- 響蘭 (2002/6/21) テイチクエンタテインメント ASIN:B000066IST
- 津軽より愛をこめて~津軽三味線 PLAY ザ・ベンチャーズ~ (2004/9/23) テイチクエンタテインメント ASIN:B0002Q2MO4